# Citadelle de Blaye
La citadelle de Blaye est un complexe militaire de 25 hectares bâti entre 1685 et 1689 par l'ingénieur militaire François Ferry, directeur général des fortifications de Guyenne, sous la supervision de Vauban. Dominant l'estuaire de la Gironde, elle se situe dans la commune de Blaye, dans le nord du département de la Gironde, en France. Elle forme un vaste ensemble fortifié entouré de courtines, complété par quatre bastions et trois demi-lunes.
L'intérieur est conçu comme une véritable caserne s'articulant autour d'une place d'armes, d'un couvent abritant autrefois des religieux de l'ordre des Minimes, et de plusieurs casernements destinés au logement de la troupe. Plusieurs éléments des fortifications médiévales sont conservés dans le nouvel ensemble, parmi lesquels le château des Rudel (XIIe siècle), la porte de Liverneuf (XIIIe siècle) ou la tour de l'Éguillette (XVe siècle).
Conçue pour contrôler la navigation sur l'estuaire, la citadelle est complétée par le fort Paté, sur l'île Paté, et par le fort Médoc, situé sur la rive opposée de la Gironde, l'ensemble est alors dénommé « verrou de l'estuaire ».
Elle est intégralement classée monument historique le 11 mai 2009, elle est également l'un des douze sites intégrés au Réseau des sites majeurs de Vauban et est à ce titre inscrite le 7 juillet 2008 sur la liste du patrimoine mondial de l'Unesco,,. Elle est classée depuis le 20 décembre 2010 comme étant un site majeur d'Aquitaine.
Depuis 1977, la citadelle est le cadre du Jumping International de Blaye qui se déroule chaque année en juillet.

## Histoire

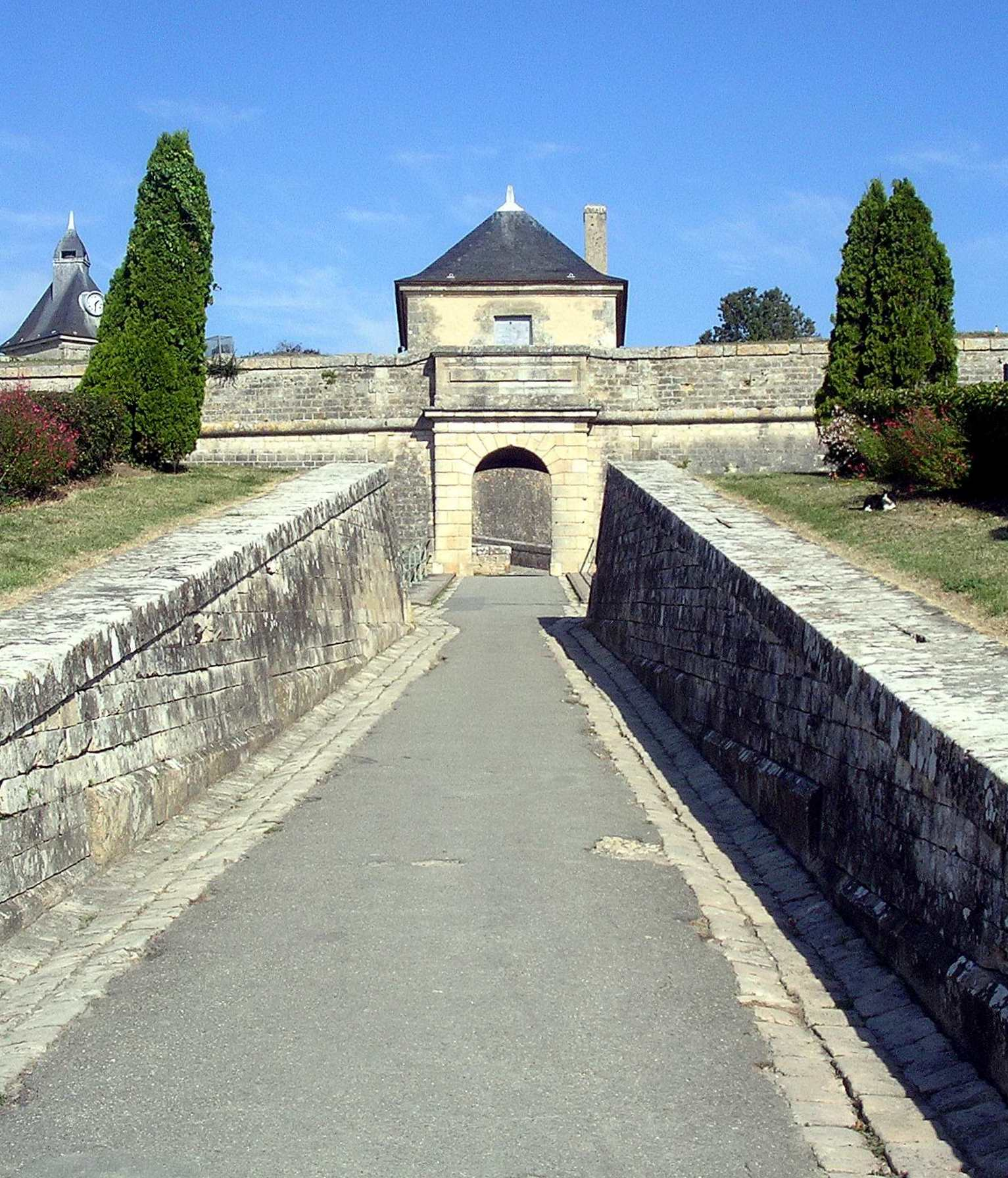
La porte Dauphine (1689) est, avec la porte royale, l'un des deux accès à la citadelle

### Origine
La présence d'un éperon rocheux dominant de 35 mètres l'estuaire de la Gironde explique l'établissement précoce de fortifications à l'emplacement de l'actuelle citadelle. S'il apparaît comme vraisemblable que le site ait été choisi par les Romains pour y édifier le « castrum » de Blavia, ce n'est que vers le VIIe siècle que la présence d'un premier château est attestée, celui-ci apparaissant comme l'une des résidences ponctuelles du jeune roi d'Aquitaine Caribert II (lequel est enterré dans l'ancienne basilique Saint-Romain). Peu de documents permettent de savoir ce qu'il advient de ce château à la mort du souverain en 632.

### Le château médiéval
Guillaume IV Taillefer, comte d’Angoulême prend possession du château en 994. À sa mort en 1028, celui-ci le transmet à son cadet Geoffroi, puis en 1048 à Geoffroy dit Rudel. La forteresse restera sous le contrôle des Rudel jusqu'au début du XIVe siècle.
D'après les chroniques Adhèmar, le château, démoli par le Guillaume IX d'Aquitaine en 1096, est reconstruit par Wulgrin Rudel dans la première moitié du XIIe siècle. C'est sans doute de ce château que le troubadour Jaufré Rudel est parti en croisade en 1146.
Remanié à plusieurs reprises, le château des Rudel est encore en assez bon état en 1685 pour que le commissaire général des fortifications Sébastien Vauban décide de l'intégrer dans la citadelle dont il propose la construction.

### Fortification bastionnée
De fait, si une première campagne de fortifications a lieu dès 1652, sous la direction de l'ingénieur militaire Blaise François Pagan, la construction de la citadelle actuelle est due à la volonté du "Roi-soleil" d'établir un solide verrou sur la Gironde s'inscrivant dans le plan général de protection des côtes et permettant aussi de contrôler la navigation sur le fleuve afin de "tenir Bordeaux dans le devoir s'il lui arrivait de faire la bête". La place forte est ainsi conçue pour être la pièce-maîtresse d'un triptyque englobant le fort Paté, construit en 1693 sur l'île éponyme, et le fort Médoc, édifié en 1691 sur la rive opposée de l'estuaire.
Sous l'impulsion du duc de Saint-Simon, gouverneur de Blaye, un premier chantier est lancé au milieu des années 1660, dirigé par Nicolas Desjardins et Pierre Duplessy-Michel sous la direction de l'intendant Claude Pellot.
Les travaux de la citadelle sont par la suite supervisés par le maréchal Vauban, la réalisation de l'œuvre étant confiée à l'ingénieur militaire François Ferry. Ce dernier est aidé dans sa tâche par plusieurs assistants : ce sont tout d'abord Charles Thuillier, de 1685 à 1690, puis Jean-Baptiste Augier de 1686 à 1691, enfin Pierre Jablier - le neveu de François Ferry - de 1688 à 1705.
L'édification de la forteresse ne va pas sans causer de profonds bouleversements à la trame urbaine médiévale : ce n'est rien moins que la majeure partie de la ville qui est détruite afin de laisser la place à un vaste complexe semi-circulaire de 25 hectares épousant la forme du rocher. Ces transformations radicales n'épargnent pas l'antique basilique Saint-Romain, jadis lieu de pèlerinage et nécropole des rois d'Aquitaine, dont la tradition rapporte qu'elle fut également le lieu d'inhumation du comte Roland de Blaye, neveu de Charlemagne. Sacrifiée afin d'établir un glacis défensif autour de la citadelle, ses ruines ont été mises au jour dans les années 1960.

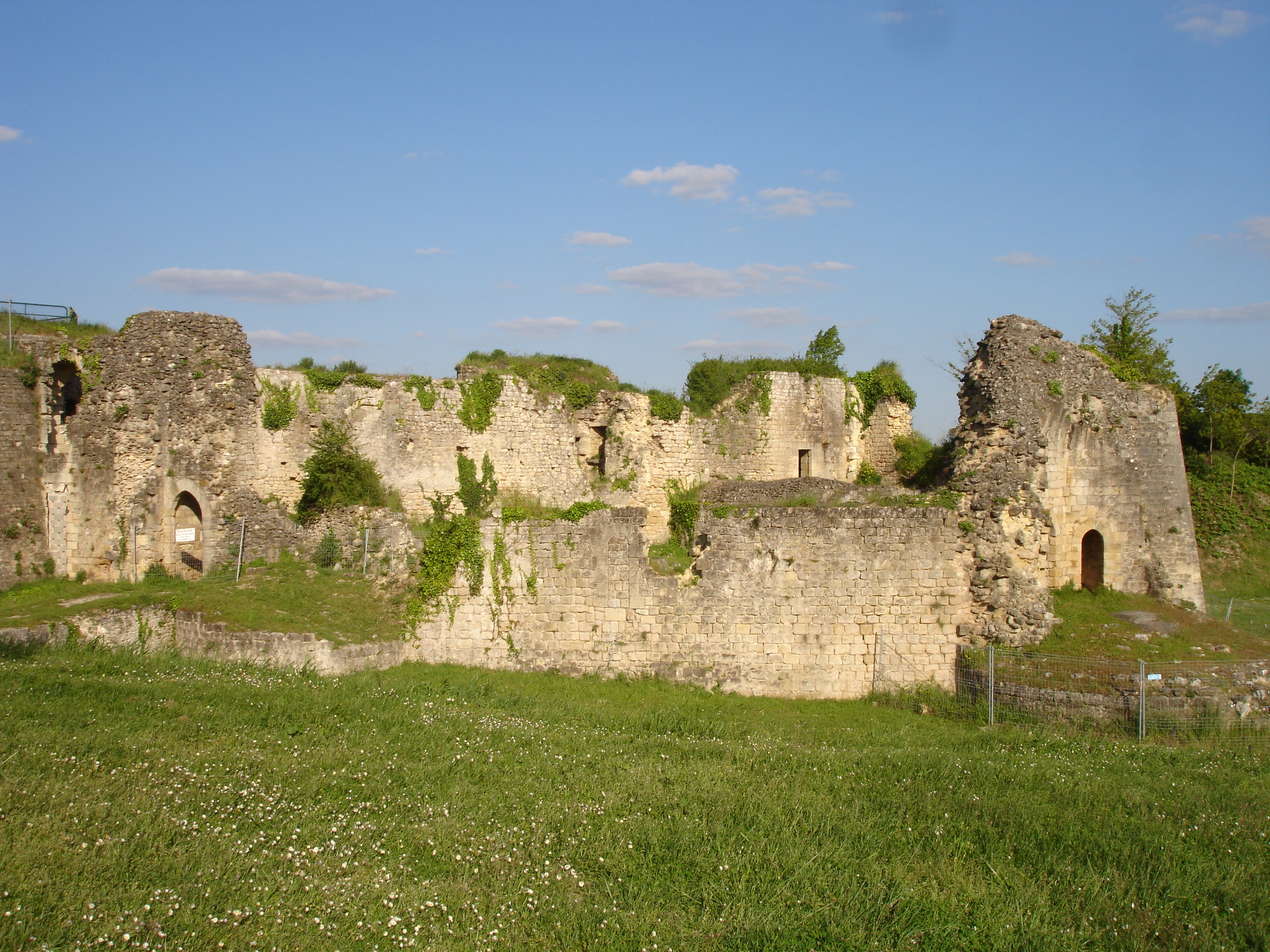
Ruines du château des Rudel dans la citadelle

Seuls quelques éléments des fortifications médiévales échappent à la destruction : le château des Rudel, qui servira de logis au gouverneur militaire, la porte de Liverneuf (XIIIe siècle) ou la tour de l'Éguillette (XVe siècle), tandis que deux maisons du XIIIe siècle. Les habitants sont relogés dans une « ville-neuve » reconstruite à quelques centaines de mètres plus à l'est.
Le gros-œuvre, entamé en 1685, est achevé en 1689. Les travaux se poursuivent cependant jusqu'au début du XVIIIe siècle.
Lorsqu'un arrêté du comité de salut public ordonne le rassemblement des prêtres réfractaires en vue de leur déportation prévue vers la Guyane (25 janvier 1794), plusieurs centaines d'entre eux, appréhendés dans différentes provinces du sud de la France, sont parqués dans les cachots de l'ancienne prison de la citadelle (actuel bâtiment de la manutention) ainsi que dans les geôles du fort Paté. Les conditions de détention sont particulièrement difficiles : au manque de nourriture s'ajoutent les brimades et les mauvais traitements, qui ne tardent pas à avoir raison des plus faibles. En 1999, l'association locale d'archéologie a mis au jour des chapelles ardentes dans une des salles de l'ancienne prison, certaines ayant été garnies de niches afin d'y accueillir de petits cierges. En avril 1795, les détenus survivants sont libérés.

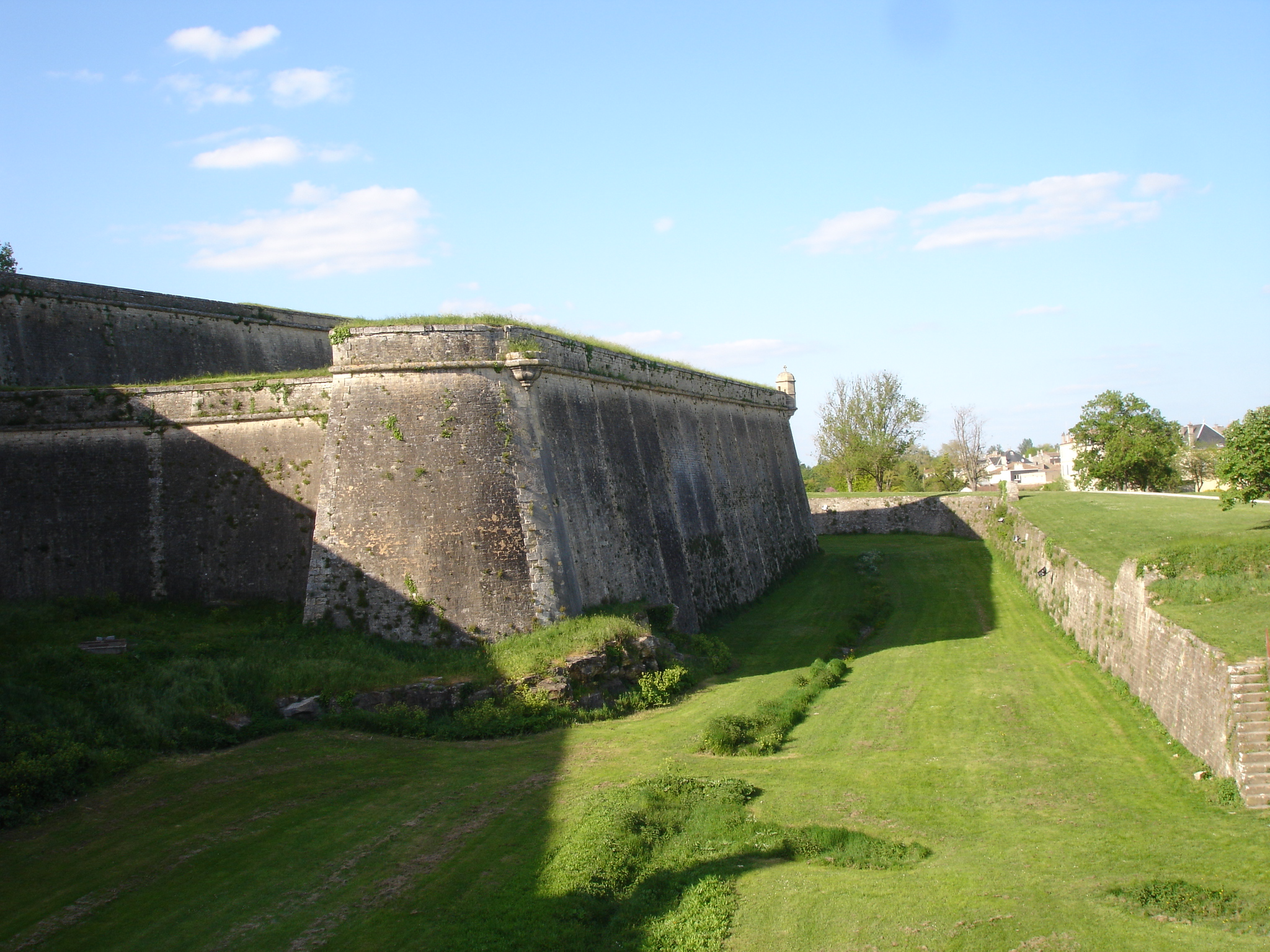
Le bastion Saint Romain et son échauguette en pierre, restaurée en 1995. Une seconde échauguette en pierre a été remontée en 1998

Sous le Premier Empire, la citadelle recouvre toute son importance stratégique, alors que les navires de guerre britanniques croisent régulièrement au large des côtes aquitaines et charentaises. C'est d'ailleurs en 1814 que la forteresse blayaise va connaître son unique siège alors que l'empire est déjà agonisant. Une escadre anglaise, commandée par l'amiral Penrose, prend position à hauteur Pauillac. Pendant plusieurs jours, un mortier de gros calibre va bombarder la ville, puis la citadelle placée sous le commandement du chef de bataillon Merle. Ce dernier refuse obstinément de se rendre et ce n'est que l'abdication de l'empereur Napoléon Ier, auquel succède sur le trône le roi Louis XVIII, qui amène la cessation conjointe des hostilités.
Du 15 novembre 1832 au 8 juin 1833, la citadelle sert de lieu d'internement à la duchesse Marie-Caroline de Bourbon-Siciles, duchesse de Berry, détenue sur l'ordre du roi Louis-Philippe pour avoir fomenté un soulèvement visant à porter sur le trône son fils le duc de Bordeaux. Pendant les derniers mois de sa détention la duchesse de Berry sera placée sous la surveillance du général Thomas-Robert Bugeaud, nouveau commandant de la place, qui l'accompagnera lors de son retour en Sicile.

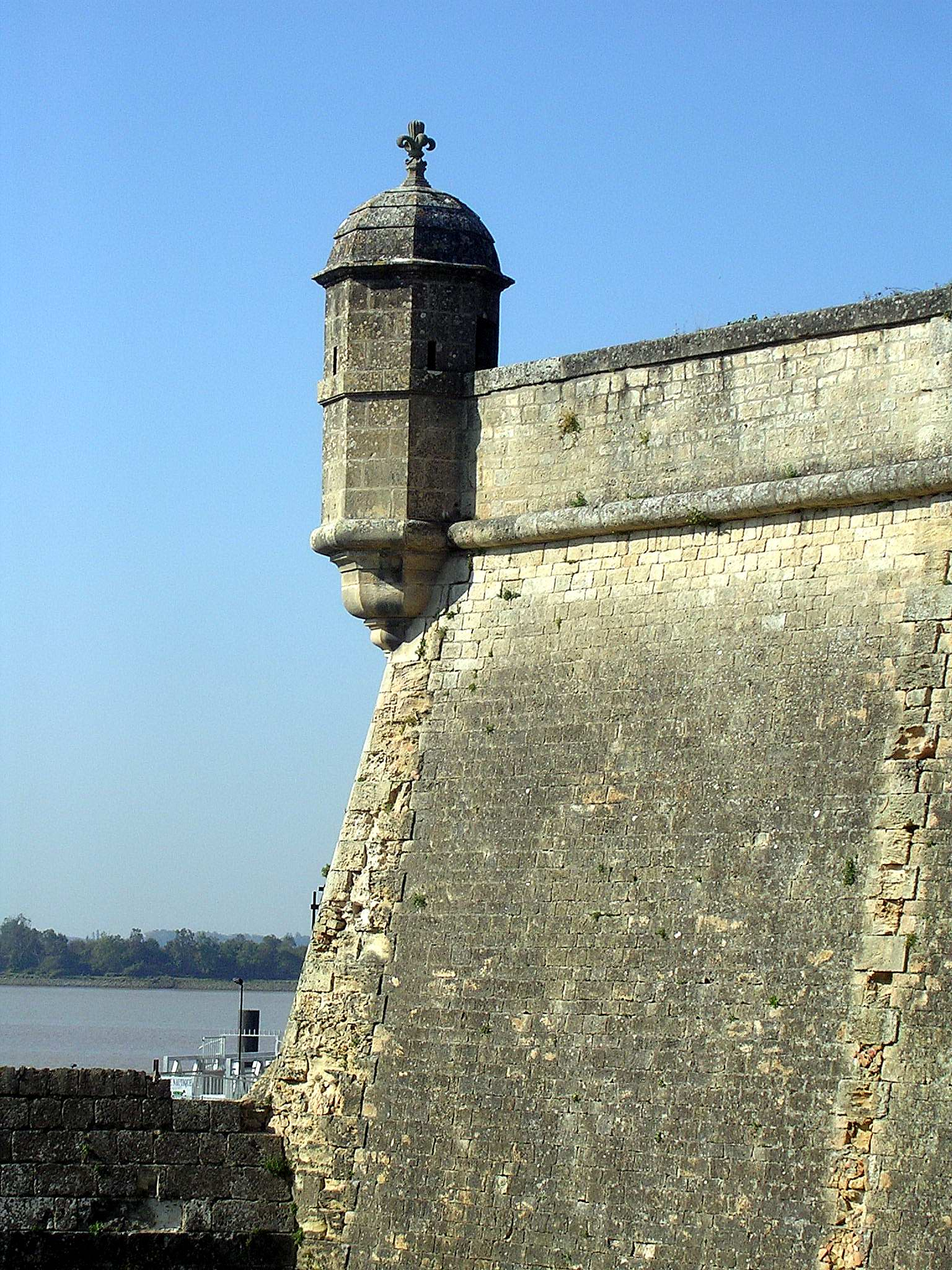
Échauguette en pierre du bastion des Pères, surmontée d'une fleur de lys, emblème de la monarchie française

En 1851, le coup d'État de Louis-Napoléon Bonaparte conduit à des révoltes sporadiques dans plusieurs régions du sud-ouest. Plusieurs dizaines d'insurgés sont emprisonnés dans les sous-sols de l'hôpital, convertis en cachots de fortune. Manque d'hygiène, surpopulation, les conditions de détention apparaissent vite comme inadaptées. En janvier 1852, l'une des prisonnières perd la raison. Tandis que cette dernière est envoyée dans un établissement psychiatrique, ses codétenues sont relaxées. Les hommes ne bénéficient pas de cette mesure de clémence et sont déportés au bagne de Cayenne ou dans des geôles en Algérie.

### Démilitarisation
Inscrite à l'inventaire supplémentaire des monuments historiques dès 1925, la citadelle apparaît pourtant menacée dans le courant des années 1930. En effet, pour faire face à l’érosion maritime de la pointe de Grave, le port de Bordeaux procède à des enrochements en exploitant la carrière des Cône et obtient du ministère de la guerre l'autorisation d'entamer la démolition de la demi-lune du Cône. Bien que regrettant que soit porté atteinte à l'intégrité du monument, le ministère des Beaux-Arts donne son accord. Les travaux de démolition débutent en 1936 mais se heurtent bientôt à une mobilisation menée par plusieurs personnalités locales, dont le maire Édouard Doré et le sous-préfet Jacques Guillemaut. Un journaliste local, Paul Raboutet, orchestre une campagne médiatique dans plusieurs journaux de la région, dont « L'illustration » et « L'avenir blayais et jonzacais ». Cette dernière est reprise par une partie de la presse nationale, conduisant à l'interruption des travaux peu après. Le 27 août 1937, les fortifications et les glacis est classée monument historique.
En 2008, la citadelle est inscrite au patrimoine mondial de l'UNESCO au sein du bien en série les Fortifications de Vauban. L'année suivante, le 11 mai 2009, la protection du monument est renforcée par le classement monument historique de l'intégralité du site.

## Description

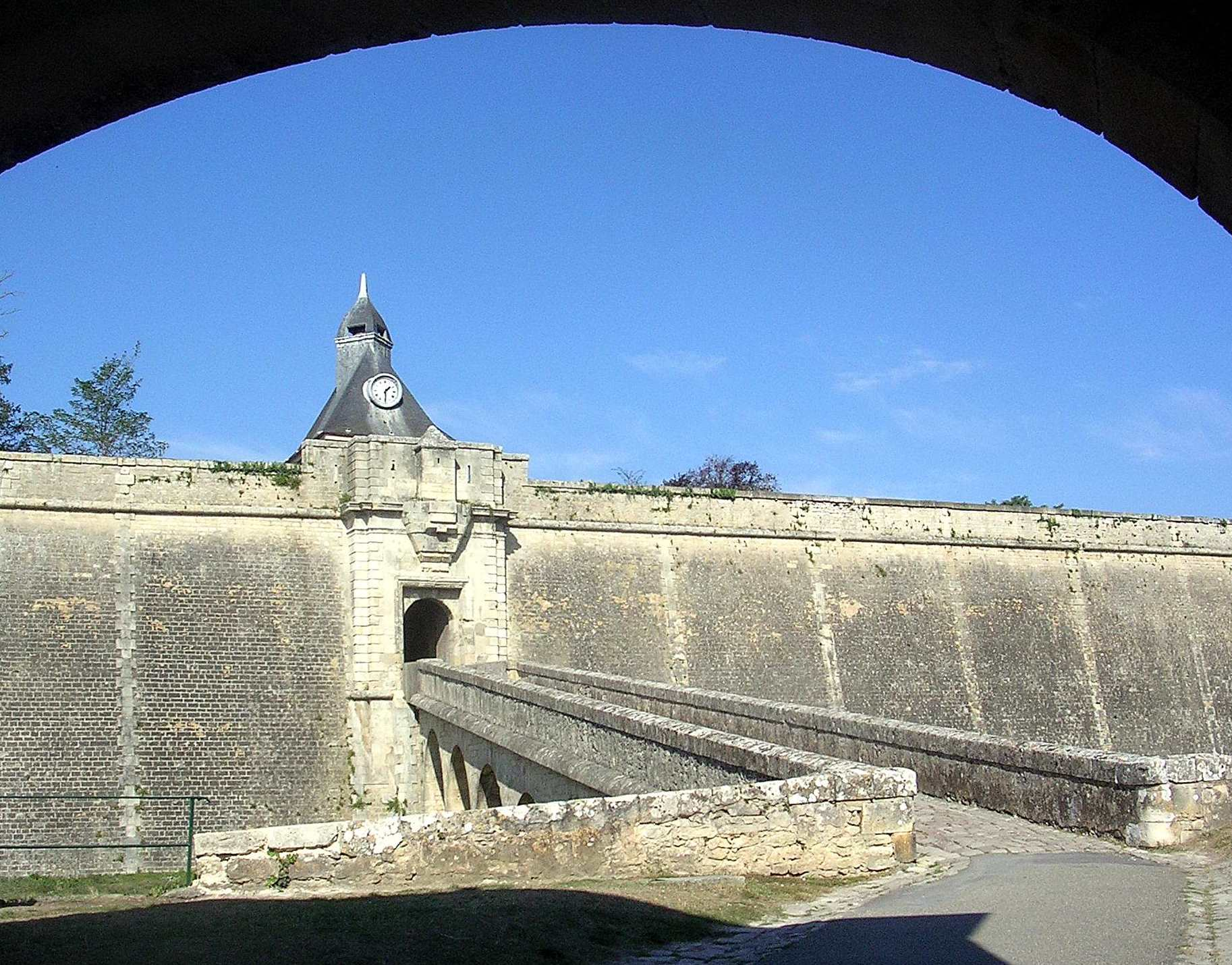
La porte Dauphine est précédée d'un pont dormant édifié en 1770

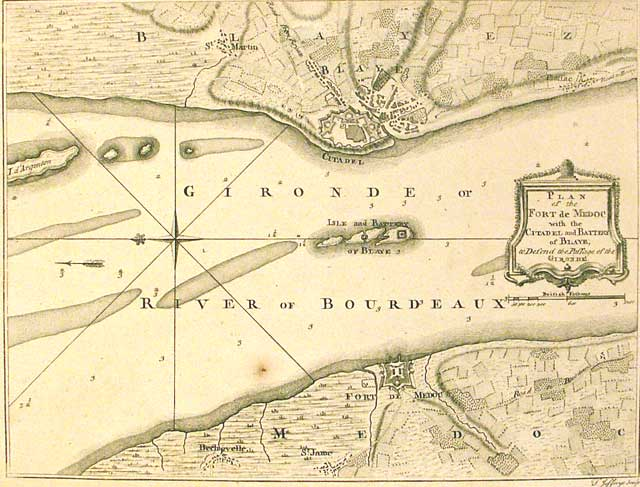
Carte de l’estuaire de la Gironde et son système défensif

Dans sa configuration actuelle, la citadelle apparaît comme un ensemble en hémicycle formé d'une enceinte à quatre bastions et trois demi-lunes, ceinturé par de profondes douves et par un glacis à contrescarpe. À l'ouest, la falaise surplombant la Gironde renforce encore les fortifications. L'érosion naturelle a cependant conduit à la programmation d'un plan de prévention des risques mouvements de terrain (PPRMT), premier pas vers des travaux de consolidation de cette partie de la citadelle.
Chaque bastion est conçu de telle sorte qu'il puisse au besoin être protégé par des tirs croisés provenant des bastions collatéraux, organisation typique des réalisations de Vauban. Comme les chemins de ronde, chaque bastion est planté d'arbres organisés en quinconce, conçus pour servir d'écran en cas d'attaque ennemie. Du nord au sud se trouvent le bastion des Cônes, le bastion du Château, le bastion Saint-Romain et le bastion du Port.
Les demi-lunes, de forme triangulaire, sont conçues afin de protéger les courtines et les entrées de la citadelle. Celles-ci sont au nombre de deux : la porte royale et la porte dauphine, lesquelles sont précédées de ponts dormants en pierre. Ceux-ci sont le résultat d'une campagne de modernisation de la citadelle intervenue dans la seconde moitié du XVIIIe siècle : celui de la porte dauphine date de 1770, tandis que celui de la porte royale lui est postérieur de dix ans. Auparavant, la citadelle était équipée de ponts-dormants en bois, matériau jugé trop peu fiable en cas d'attaque.
L'intérieur de la forteresse forme une véritable « ville-close » s'articulant autour de la place d'armes. Les bâtiments situés dans l'enceinte de la citadelle présentent différentes affectations : locaux culturels ou associatifs, commerces, ateliers d'artisans mais aussi logements à loyer modéré. Plusieurs manifestations culturelles et touristiques sont organisées dans ou aux abords de la citadelle : ainsi du « Salon régional du livre » ou du « Marché au vin » par exemple.
Le château des Rudel
L'ancien château fort des seigneurs de Blaye ou château des Rudel (XIIe siècle) est intégré à la citadelle par Vauban. Transformé en logis pour les gouverneurs militaires de la place, il est partiellement remanié au XVIIe siècle. Abandonné à partir de 1820, le château est en cours de restauration.
La porte Royale

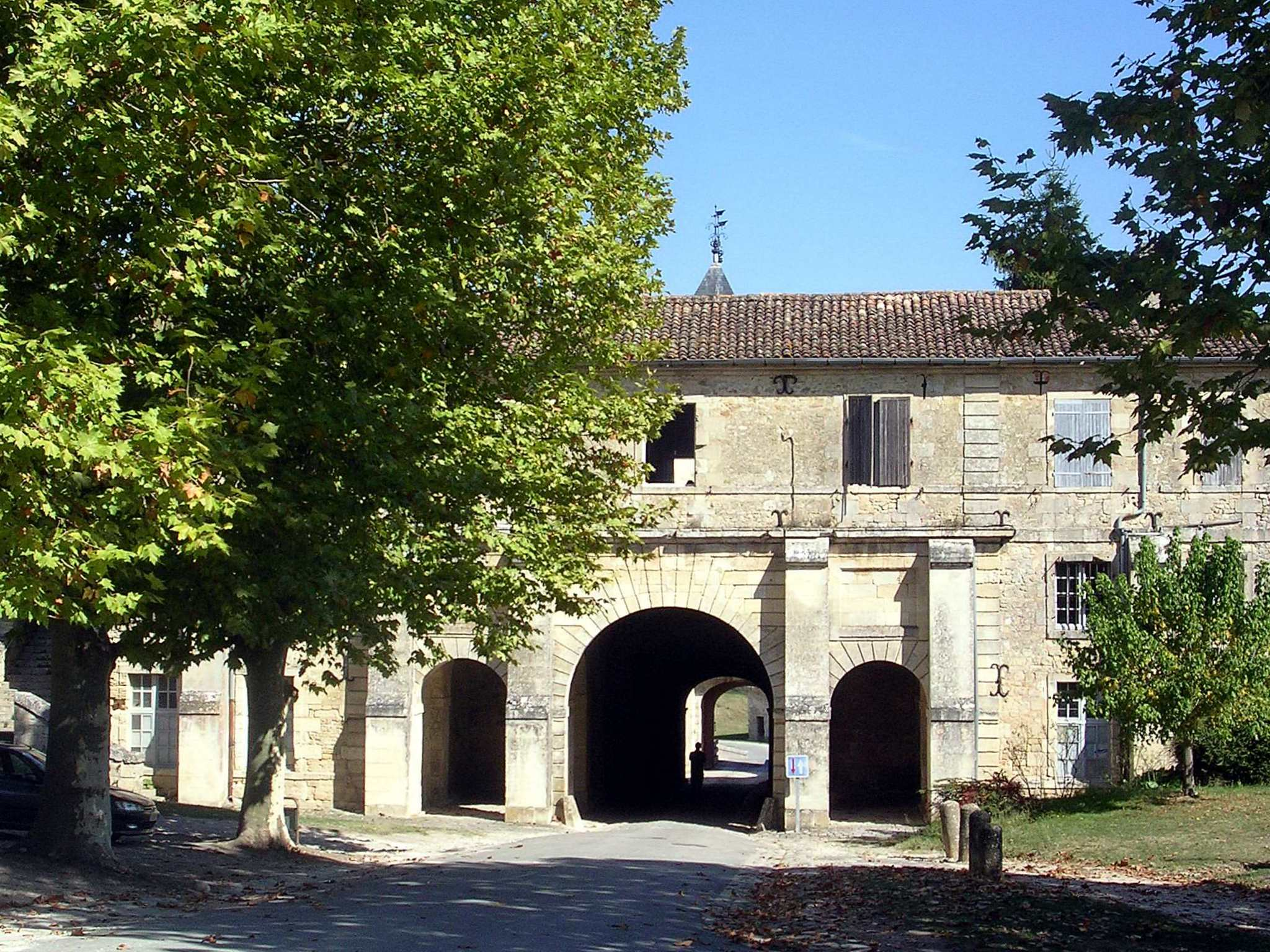
La porte Royale, vue intérieure

Réalisée en 1685, elle est l'un des deux accès à la citadelle. La sophistication de son système de défense en fait l'une des réalisations majeures de Vauban : deux ponts-dormants, une demi-lune, une poivrière et un vestibule de forme ovoïde barré par deux ponts-levis étaient conçus pour protéger la porte d'éventuelles velléités ennemies.
La porte Dauphine
Elle est avec la porte Royale l'un des deux accès à la place forte. Édifiée en 1689, elle est précédée d'un pont dormant et d'une demi-lune, dont l'entrée volontairement décalée est conçue pour éviter l'exposition à des tirs en enfilade. Il n'était possible d'accéder au pont qu'après avoir franchi un portail en chêne massif.
Le couvent des Minimes
Le couvent des Minimes est un ensemble monastique érigé sous le règne du roi Henri IV afin de servir de lieu de culte à la garnison établie dans l'ancienne place forte. Aujourd'hui désacralisé, il se compose d'une église flanquée d'un clocher trapu couronné d'un dôme, de bâtiments conventuels et d'un cloître conservant des voûtes présentant des traces de décor peint.
L'hôpital de siège

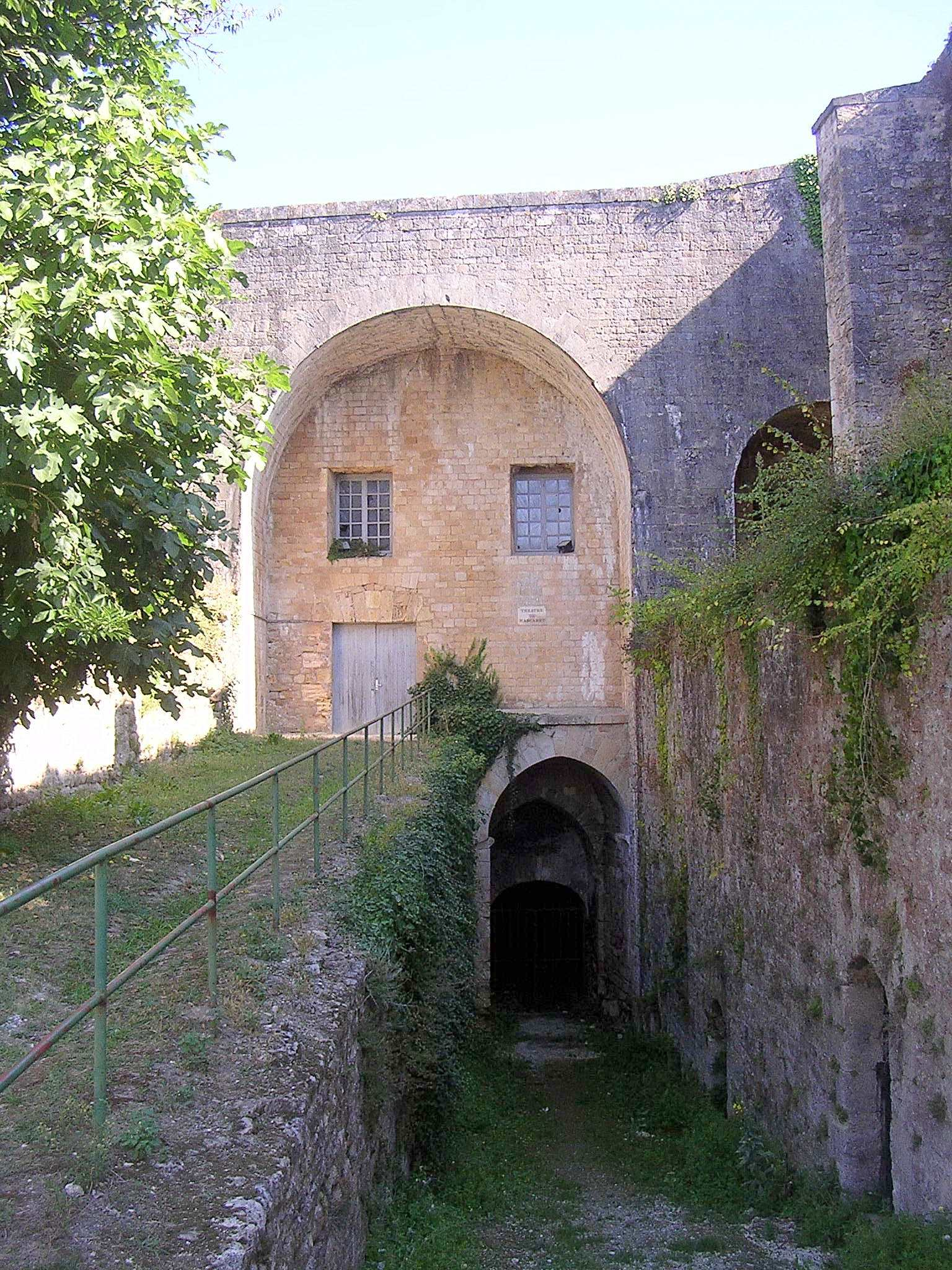
Hôpital de siège (partie basse) et Théâtre du mascaret (partie haute)

L'aménagement de ce vaste ensemble semi-enterré date de 1739, ainsi que l'atteste la date inscrite sur l'une des clefs de voûte. Établi sur trois niveaux, il comprend un sous-sol divisé en casemates, une salle de soins au rez-de-chaussée et une seconde salle au premier étage. L'hôpital de siège conserve des vestiges d'une ancienne barbacane du XIIIe siècle démolie au XVIIe siècle, la porte Saint-Romain. Celle-ci était l'un des accès de la ville médiévale.
Le bastion des pères
Le bastion des pères est l'un des quatre bastions de la citadelle. Également appelé « bastion du port », il doit son nom aux religieux de l'ordre des minimes, dont le couvent est situé non loin. Aménagé en 1689 sur les plans de Vauban, il est bordé de échauguettes en pierre surmontées de fleurs de lys. Les terres du parapet accueillent depuis 1974 un vignoble de 33 ares baptisé « Clos de l'échauguette ». Noter que le mot "échauguette" est impropre dans une fortification bastionnée, où l'on ne devrait parler que de échauguette en pierre.
La porte de Liverneuf
Elle est l'une des anciennes portes médiévales de l'ancienne ville-haute de Blaye, détruite au XVIIe siècle pour laisser la place à la citadelle. Édifiée au XIIIe siècle, elle se compose d'une porte ogivale surmontée d'une tour barlongue, laquelle est agrandie au XVIIe siècle afin de servir de logement aux officiers.
La manutention (Musée archéologique)
Originellement conçu comme prison militaire, ce bâtiment doit sa construction au gouverneur Claude de Rouvroy de Saint-Simon. La trace de ses armoiries, martelées à la Révolution, est encore perceptible sur la façade. Converti en manutention et en boulangerie en 1831, il est désaffecté au sortir de la Seconde Guerre mondiale et accueille depuis peu le musée archéologique de la ville.

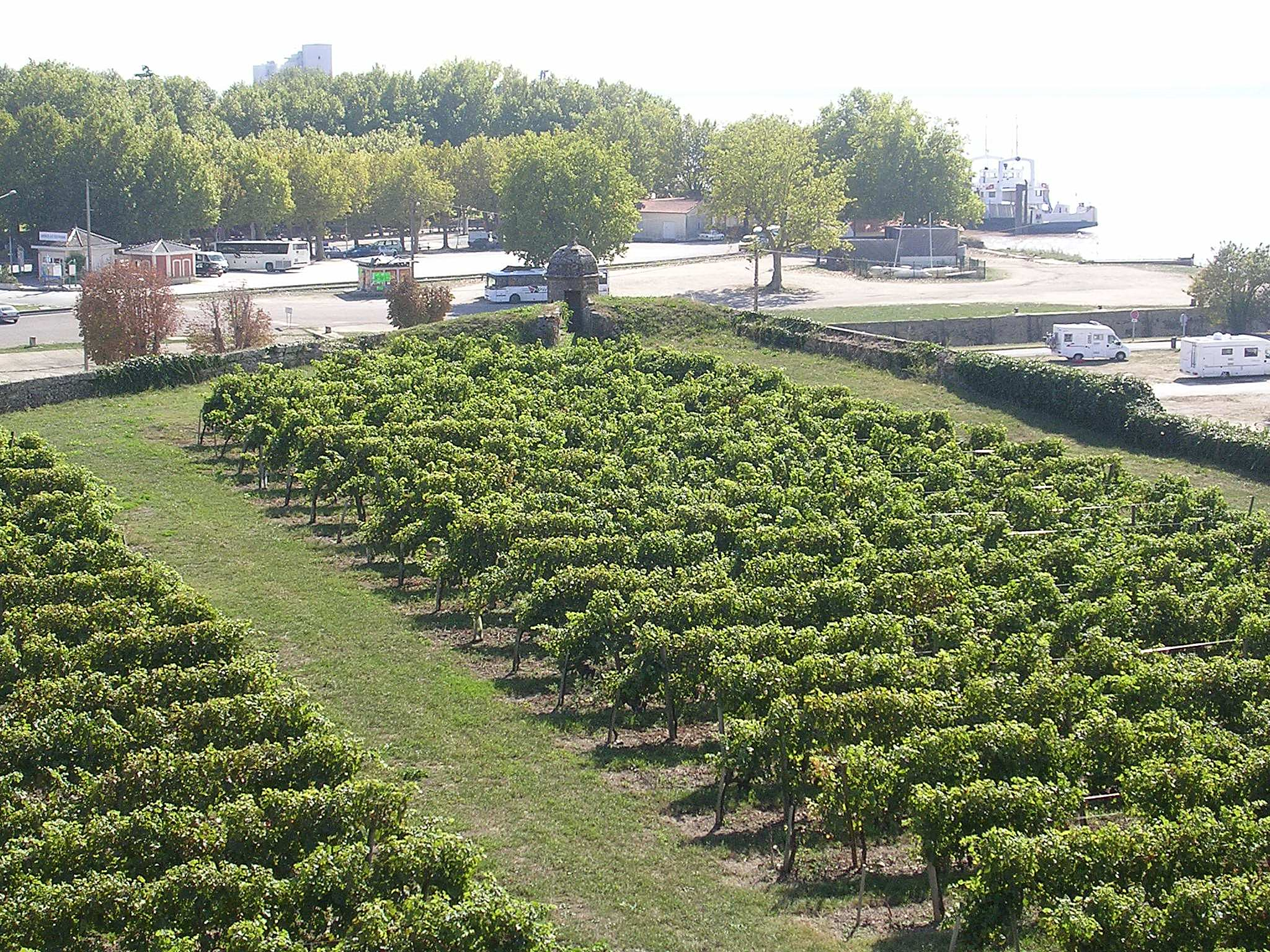
Le vignoble de l'échauguette, près du couvent des Minimes

La salle de l'ancienne boulangerie conserve deux fours à pain dont l'un, reconstruit entre 1907 et 1915, conserve une porte en fonte ornée de motifs végétaux (épis de blé, brins de muguet, feuillages). Divers instruments utilisés pour le triage des céréales (trieur à étage, tarare) illustrent les techniques de meunerie d'autrefois, et rappellent que la citadelle était autrefois dotée de ses propres moulins et de ses propres enclos cultivés (potagers, enclos céréaliers).
Le musée proprement dit sert de lieu d'exposition aux objets issus des diverses campagnes de fouilles archéologiques menées sur le territoire communal : sont ainsi mis en valeur un modillon et des éléments moulurés provenant de l'ancienne chapelle Saint-Jean, ancien lieu de culte du château des Rudel, un chapiteau mérovingien provenant des ruines de la basilique Saint-Romain et de la vaisselle individuelle d'époques diverses (chaudrons médiévaux, céramiques de Cox, pichets notamment).
Le bâtiment de la manutention accueille par ailleurs un musée de l'estuaire géré par le conservatoire de l'estuaire.

## Galerie

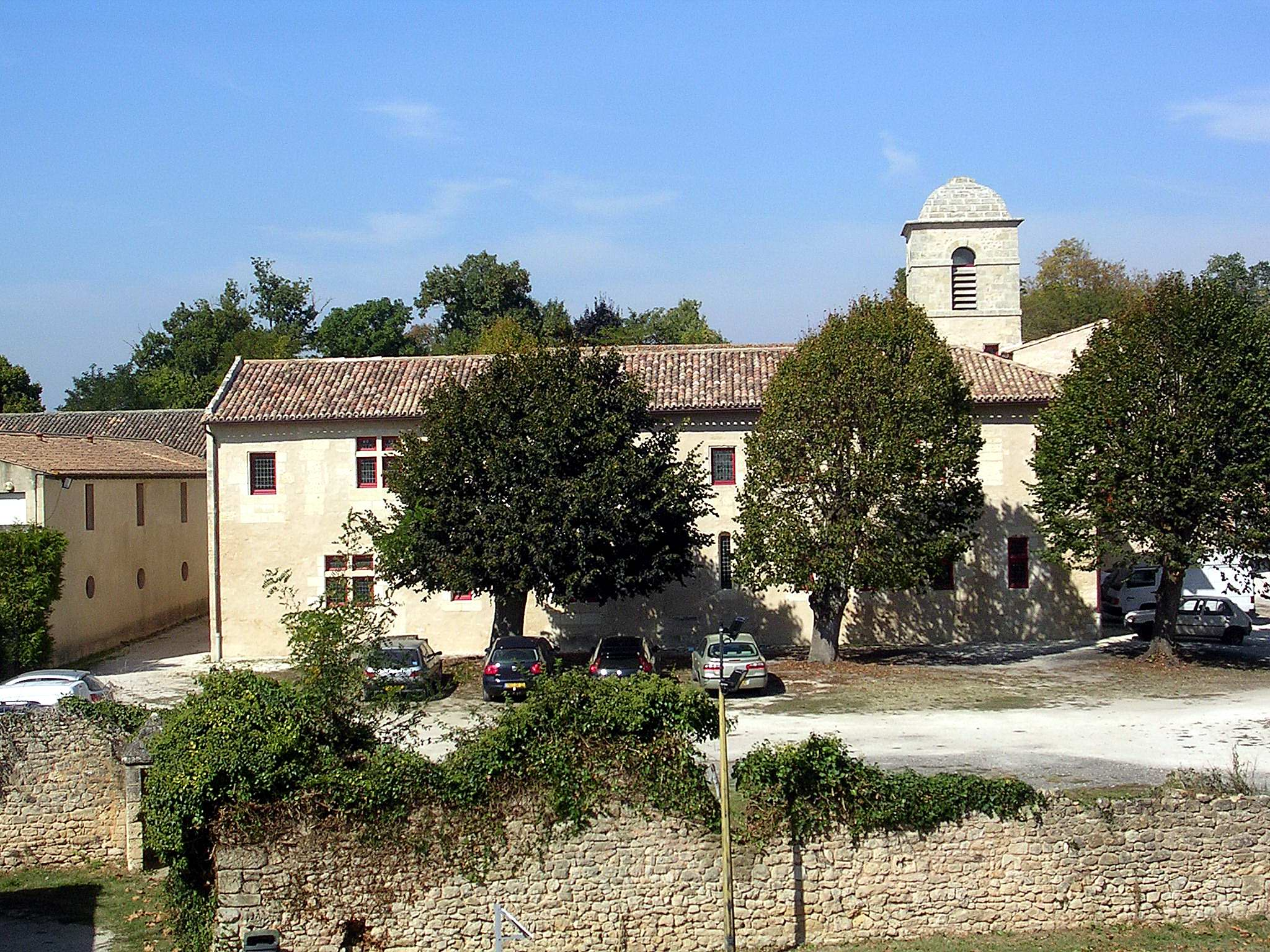
Le couvent des Minimes, vue générale
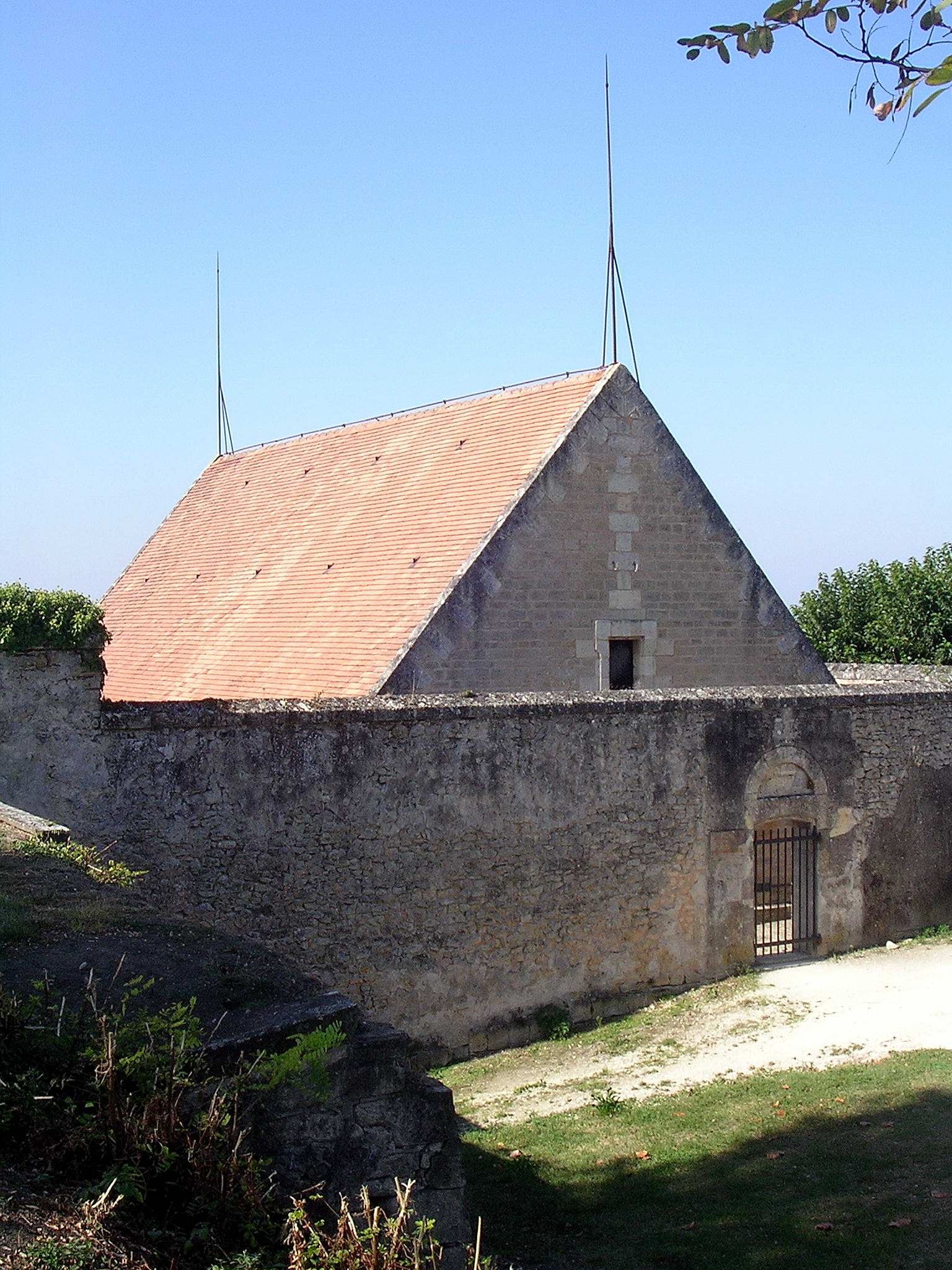
Le magasin à poudre
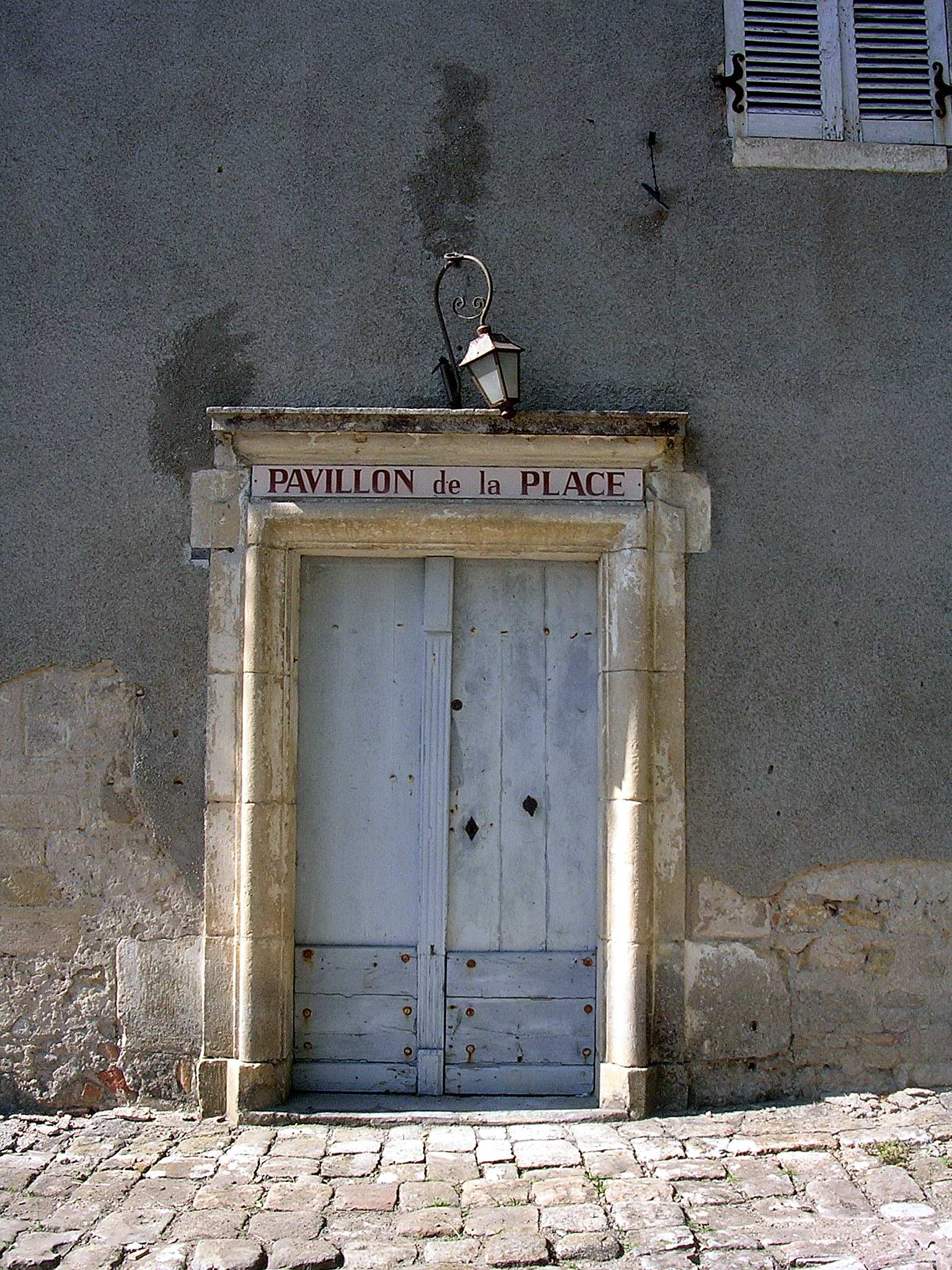
Pavillon de la place
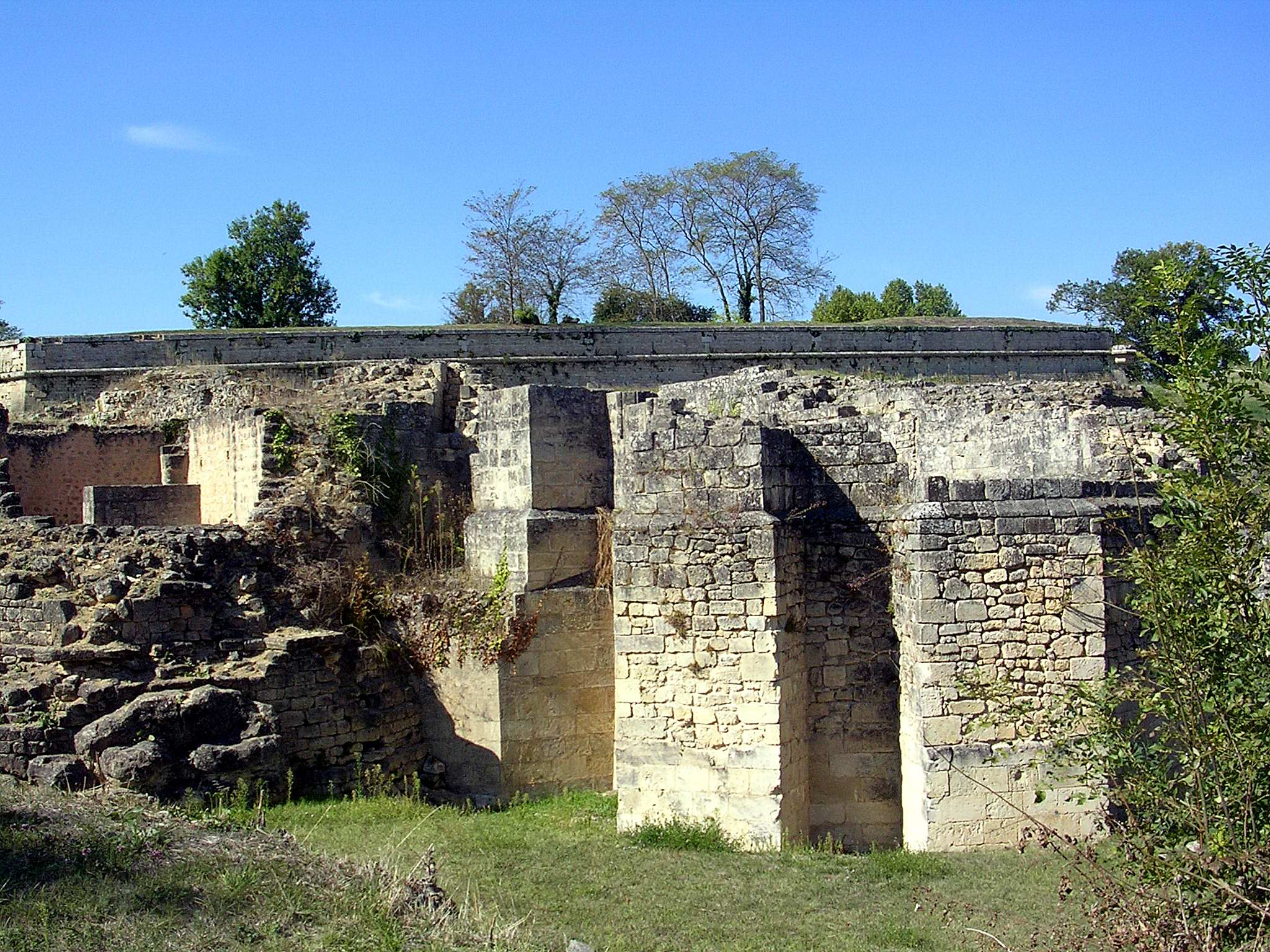
Ruines de la basilique Saint Romain (extérieures aux murailles) : site des tombeaux de Roland, des rois d'Aquitaine mérovingiens, de Saint Romain (IVe, VIIIe, XIe et XIIIe siècles)
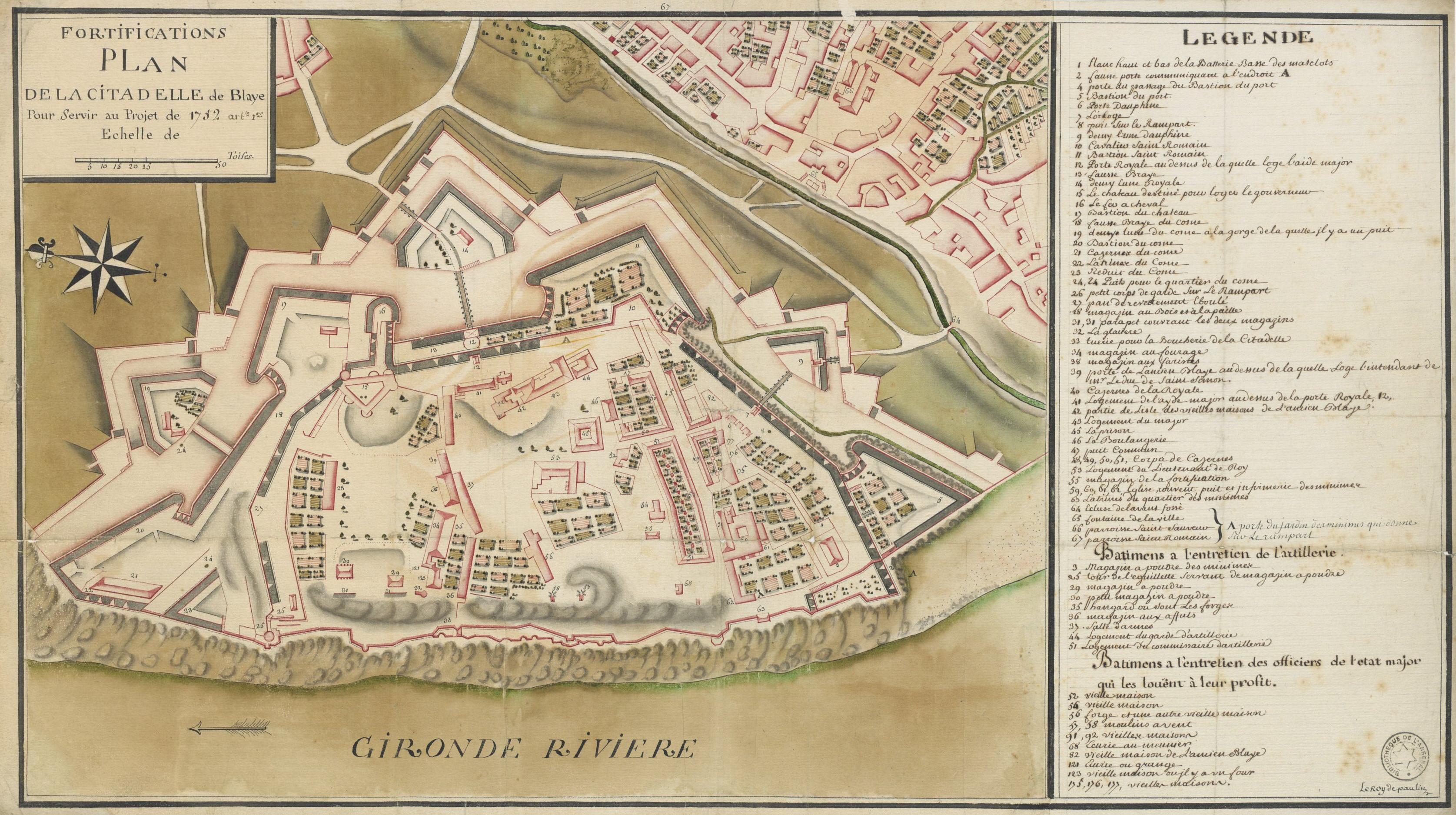
Plan de la citadelle vers 1750.

## Personnages ayant marqué son histoire
Avant le XVIIe siècle
- Caribert II, roi d'Aquitaine
- Roland de Blaye, neveu de Charlemagne, comte de Blaye
- Jaufré Rudel, seigneur de Blaye et troubadour

Après le XVIIe siècle
- François Ferry, ingénieur général des provinces et côtes de Guyenne, concepteur de la citadelle
- Sébastien Vauban, maréchal de France, concepteur des fortifications de la citadelle
- François Michel Le Tellier de Louvois, ministre d'état
- Claude de Rouvroy, duc de Saint-Simon, gouverneur militaire
- Louis de Rouvroy, duc de Saint-Simon, auteur des « Mémoires »
- Louis XIV, roi de France
- Marie-Caroline de Bourbon-Siciles, duchesse de Berry, internée par le roi Louis-Philippe pour avoir fomenté un complot visant à porter sur le trône son fils, le duc de Bordeaux.

## Lieu de tournage
Plusieurs scènes du film La Menace de 1977 ont été tournées dans la citadelle de Blaye.
En juin 2020, l'équipe de l'émission Secrets d'Histoire a tourné plusieurs séquences à la citadelle dans le cadre d'un numéro consacré à Marie-Caroline de Bourbon-Siciles, duchesse de Berry, intitulé La Duchesse de Berry, une rebelle chez les Bourbons !, et diffusé le 28 septembre 2020 sur France 3.